# Keeuna
Keeuna woodburnei es una especie extinta de marsupial dasiuromorfo de la familia Dasyuridae cuyos restos fósiles, procedentes de Australia Meridional, están datados entre el Oligoceno Superior y el Mioceno. Esta especie está muy relacionada con Ankotarinja tirarensis.